# Saâne-Saint-Just

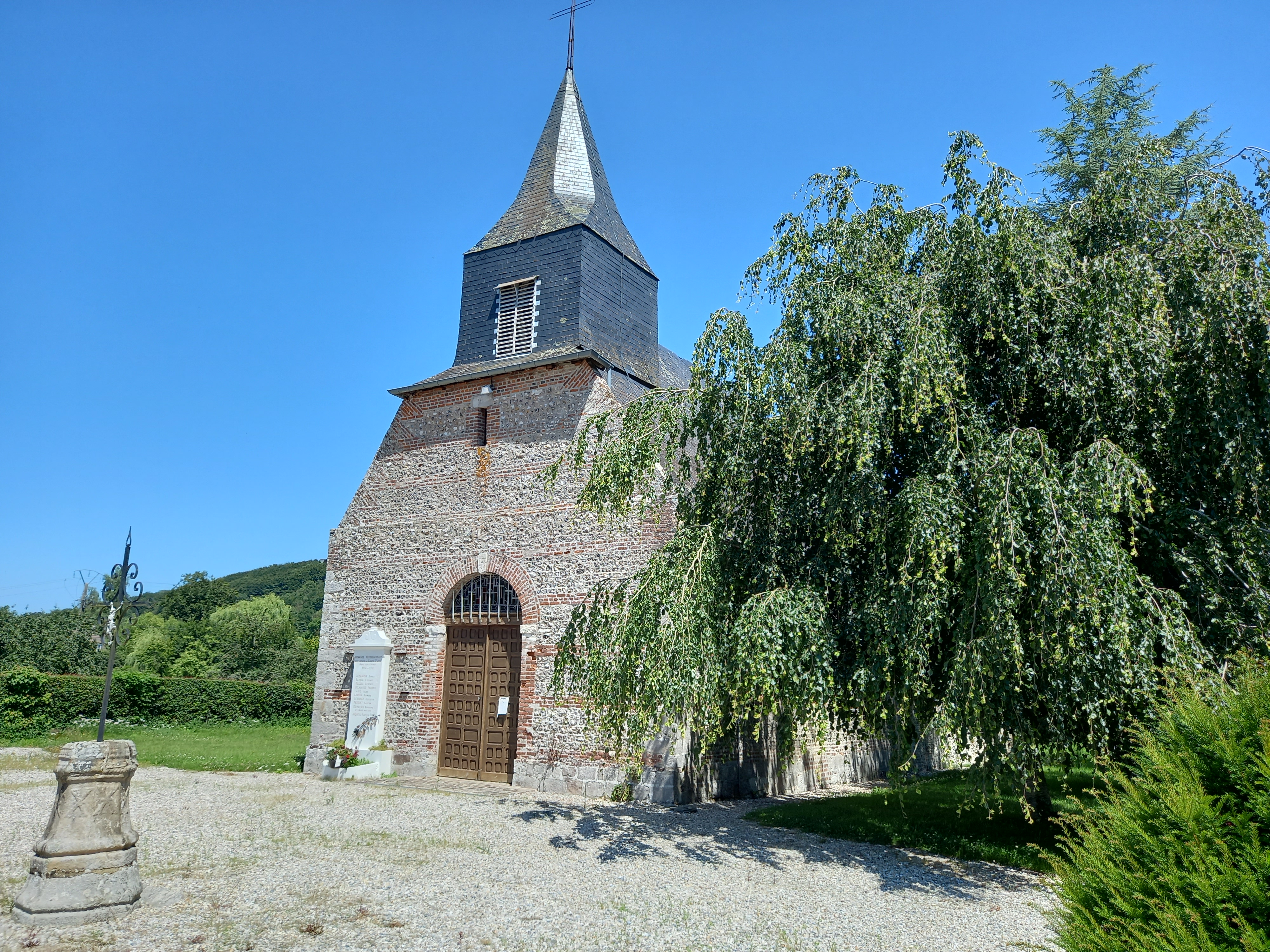
Kirche Saint-Just de Saâne-Saint (2022)

Saâne-Saint-Just ist eine französische Gemeinde mit 137 Einwohnern (Stand: 1. Januar 2022) im Département Seine-Maritime in der Region Normandie. Sie gehört zum Arrondissement  Dieppe und zum Kanton Luneray. Die Einwohner werden Saint-Justins genannt.

## Geographie
Saâne-Saint-Just liegt etwa 22 Kilometer südlich von Dieppe an der Saâne. Umgeben wird Saâne-Saint-Just von den Nachbargemeinden Biville-la-Rivière im Norden, Royville im Nordosten, Saint-Ouen-le-Mauger im Osten, Auzouville-sur-Saâne im Süden und Südosten, Val-de-Saâne im Süden, Le Torp-Mesnil im Südwesten, Saint-Laurent-en-Caux im Westen  und Südwesten, Gonnetot im Westen sowie Sassetot-le-Malgardé im Nordwesten.

## Bevölkerungsentwicklung
| Jahr                      | 1962 | 1968 | 1975 | 1982 | 1990 | 1999 | 2006 | 2013 |
| Einwohner                 | 155  | 110  | 66   | 107  | 132  | 142  | 141  | 157  |
| Quelle: Cassini und INSEE |      |      |      |      |      |      |      |      |

## Sehenswürdigkeiten
- Kirche Saint-Just